# Muriwaimanu tuatahi
Muriwaimanu tuatahi är en utdöd fågel i familjen pingviner inom ordningen pingvinfåglar. Den beskrevs 2006 utifrån fossila lämningar från paleocen funna i Nya Zeeland.